# Trấn trạch
Trấn trạch là từ Hán Việt (giản thể: 镇宅; phồn thể: 鎮宅; bính âm: Zhèn zhái) có nghĩa đen là canh giữ nhà cửa. Đây là một hành động mê tín trong thời xưa. Người ta nói rằng việc sử dụng các phép thuật hoặc biểu tượng, đồ tạo tác để xua đuổi tà ma, là cách để đảm bảo cho nhà cửa được bảo hộ, giữ ổn định vững vàng, đồng thời giúp những thành viên sống trong căn nhà đó được mạnh khỏe, an lành, gặp thuận lợi trong công việc, học tập và đời sống hàng ngày.